# Blatná Polianka
Blatná Polianka és un poble i municipi d'Eslovàquia. Es troba a la regió de Košice, a l'est del país.

## Història
La primera referència escrita de la vila data del 1417.

## Demografia
| Godina             | 1994 | 2004   | 2014   | 2024   |
| ------------------ | ---- | ------ | ------ | ------ |
| Nombre de persones | 190  | 173    | 167    | 172    |
| Diferència         |      | −8,94% | −3,46% | +2,99% |

| Godina             | 2023 | 2024   |
| ------------------ | ---- | ------ |
| Nombre de persones | 177  | 172    |
| Diferència         |      | −2,82% |